# Френк Моріс
Френк Лі Моріс (англ. Frank Lee Morris; 1 вересня 1926, Вашингтон — 11 червня 1962?) — американський злочинець, який вчинив єдину досі не спростовану успішну втечу із в'язниці Алькатрас у червні 1962 року після чого його ніхто більше не бачив. А також прославився 11 втечами із різних в'язниць, за що отримав прізвисько «shotgun freedom» (дробовик свободи).

## Характеристика
- Зріст: 5 '7 1/2 "
- Вага: 135—145 фунтів
- Волосся: темне
- Очі: карі
- Псевдоніми: Карл Сесіл Кларк (англ. Carl Cecil Clark), Френк Лайн (англ. Frank Laine), Френк Лейн (англ. Frank Lane), Френк Вільям Лайронс (англ. Frank William Lyrons), Джозеф А. МакЕнті (англ. Joseph A. McEntee), Стенлі О'Ніл (англ. Stanley O'Neil).

Псевдо: Ейс (англ. Ace).
- Професії: робочий з фарбування машин, маляр, продавець автомобілів, чорнороб, боксер, випадкові роботи.
- Шрами і особливі прикмети: шрам посередині чола, на лівій руці біля зап'ястя, на лівому біцепсі, шрам від вакцинації віспи на лівому плечі, на лівому мізинці, на лівому лікті, кілька шрамів на обох гомілках, один шрам на лівій стопі, кілька шрамів на підборідді.

Татуювання:
- голова диявола на правому плечі;
- зірка на лівому коліні, над зіркою цифра 7, під зіркою цифра 11;
- зірка на правому коліні;
- зірка на великому пальці лівої руки;
- цифра 13 на вказівному пальці лівої руки;
- коло між великим і вказівним пальцем лівої руки;
- літери NTSB або N.B. на лівому плечі;
- зірка в центрі лоба (можливо зведена);
- буква C на лівому вказівному пальці.

Родичі: в досьє в Алькатрасі даних немає. У ході проведених в 1945 і 1951 роках розслідувань Морріс повідомив в обох випадках, що його батьки померли, коли йому було 11 років. У 1945 році він стверджував, що єдими живим родичем є його тітка, і вказав імовірно місце її проживання. Втім її пошуки не дали результатів.

## Ранні роки
Моріс народився у Вашингтоні, округ Колумбія. У ранньому віці батько і мати покинули його, а в 11 став сиротою. В ранні роки провів у в'язниці, допомагаючи у їдальні. Його справа у картотеці Алькатрасу у списку злочинів містить таке: юнацьке хуліганство, втечі, проникнення із зломом, грабіж, наркотики і збройне пограбування, незаконний переліт, пограбування банку. Також кажуть, що Моріс мав IQ 133 (3 % людей на планеті).